# Travis Knight
Travis Knight é um ex-jogador de basquete norte-americano que foi campeão da Temporada da NBA de 1999-2000 jogando pelo Los Angeles Lakers.